# Pyrausta robusta
Pyrausta robusta là một loài bướm đêm trong họ Crambidae.